# James Weir
James Michael Weir (Preston, Anglia, 1995. augusztus 4. –) angol labdarúgó, középpályás.

## Pályafutása
Weir Prestonban született és a helyi csapat, a Preston North End ifiakadémiáján kezdett el futballozni. 2008-ban a Manchester Unitedhez került. Az első csapatban 2016. február 28-án, egy Arsenal elleni mérkőzésen mutatkozott be, a hosszabbításban csereként beállva. Augusztus 31-én, 1 millió fontért a Hull Cityhez igazolt, ahol hároméves szerződést írt alá.

## Statisztika
| Klub                        | Szezon           | Bajnokság        | Bajnokság | Bajnokság | Kupa  | Kupa  | Ligakupa | Ligakupa | Nemzetközi | Nemzetközi | Egyéb | Egyéb | Összes | Összes |
| Klub                        | Szezon           | Liga             | Mérk.     | Gólok     | Mérk. | Gólok | Mérk.    | Gólok    | Mérk.      | Gólok      | Mérk. | Gólok | Mérk.  | Gólok  |
| --------------------------- | ---------------- | ---------------- | --------- | --------- | ----- | ----- | -------- | -------- | ---------- | ---------- | ----- | ----- | ------ | ------ |
| Manchester United           | 2015–16          | Premier League   | 1         | 0         | 0     | 0     | 0        | 0        | 0          | 0          | —     | —     | 1      | 0      |
| Hull City                   | 2016–17          | Premier League   | 0         | 0         | 0     | 0     | 3        | 0        | —          | —          | —     | —     | 3      | 0      |
| Hull City                   | 2017–18          | Championship     | 3         | 0         | 0     | 0     | 1        | 0        | —          | —          | —     | —     | 4      | 0      |
| Hull City                   | 2018–19          | Championship     | 0         | 0         | 0     | 0     | 0        | 0        | —          | —          | —     | —     | 0      | 0      |
| Hull City                   | Összesen         | Összesen         | 3         | 0         | 0     | 0     | 4        | 0        | 0          | 0          | 0     | 0     | 7      | 0      |
| Wigan Athletic (kölcsönben) | 2016–17          | Championship     | 4         | 0         | 0     | 0     | 0        | 0        | —          | —          | —     | —     | 4      | 0      |
| Bolton Wanderers            | 2019–20          | League One       | 8         | 0         | 0     | 0     | 1        | 0        | —          | —          | 3     | 0     | 12     | 0      |
| Pohronie                    | 2019–20          | Fortuna Liga     | 5         | 1         | 0     | 0     | —        | —        | —          | —          | —     | —     | 5      | 1      |
| Pohronie                    | 2020–21          | Fortuna Liga     | 31        | 6         | 3     | 1     | —        | —        | —          | —          | —     | —     | 34     | 7      |
| Pohronie                    | Összesen         | Összesen         | 36        | 7         | 3     | 1     | 0        | 0        | 0          | 0          | 0     | 0     | 39     | 8      |
| MTK Budapest                | 2021–22          | NB I             | 14        | 0         | 2     | 0     | —        | —        | —          | —          | —     | —     | 16     | 0      |
| ViOn Zlaté Moravce          | 2023–24          | Fortuna Liga     | 12        | 0         | 4     | 2     | —        | —        | —          | —          | —     | —     | 16     | 2      |
| Karrier összesen            | Karrier összesen | Karrier összesen | 78        | 7         | 9     | 3     | 5        | 0        | 0          | 0          | 3     | 0     | 95     | 10     |

Jegyzetek
1. ↑  Mérkőzése(i) az Football League Trophy-ban.

## Sikerei, díjai
Manchester United U21
- U21 Premier League-győztes: 2014–15, 2015–16

 Manchester United
- FA-kupa-győztes: 2016